# Callionymus carebares
Callionymus carebares är en fiskart som beskrevs av Alcock, 1890. Callionymus carebares ingår i släktet Callionymus och familjen sjökocksfiskar. Inga underarter finns listade.